# 巴塞罗那猪笼草
巴塞罗那猪笼草（学名：Nepenthes barcelonae）是一种菲律宾吕宋岛特有的热带食虫植物。其产自奥罗拉省塞拉马德雷山脉一座山峰的低矮亚山地林中。
其种加词“barcelonae”来源于发现者朱莉·F·巴塞罗那（Julie F. Barcelona），她与达尼洛·坦当（Danilo Tandang）、彼得·B·佩尔瑟（Pieter B. Pelser）一同于2014年发现了该物种。.

## 扩展阅读
- Climbing Mt. Mingan （页面存档备份，存于）